# 茜西莉塔·瓊斯
瑪蒂達·茜西莉塔·喬伊納·瓊斯（英語：Matilda Sissieretta Joyner Jones，1868年或1869年1月5日—1933年6月24日）是美國著名的女高音歌手。她有時被稱為「黑帕蒂」（Black Patti），這個稱號是為了致敬義大利歌劇名伶阿德琳娜·帕蒂。瓊斯的演出曲目涵蓋大歌劇、輕歌劇及流行音樂。她在普洛維登斯音樂學院（Providence Academy of Music）和新英格蘭音樂學院接受音樂訓練，並於1888年在紐約市的史坦威音樂廳首次登台，四年後她在白宮為美國總統班傑明·哈里森演唱。她曾為四任美國總統及英國王室成員演唱，並在國際上取得巨大成功。除了美國和西印度群島，瓊斯還在南美洲、澳大利亞、印度、南部非洲和歐洲巡迴演出。
作為當時收入最高的非裔美國表演者，瓊斯在職業生涯後期創立了黑帕蒂遊唱詩人（Black Patti Troubadours），後來更名為黑帕蒂音樂喜劇公司（Black Patti Musical Comedy Company）；這是一個由40名雜技表演者、喜劇演員、舞者以及40名受過專業訓練的歌手組成的音樂和雜技團體。她在這個著名的遊唱詩人團體中維持20年的明星生涯；在此期間，他們在美國和加拿大的主要城市建立了知名度。瓊斯於1915年退休；2013年，她被納入羅德島音樂名人堂（Rhode Island Music Hall of Fame）。

## 早年生活
瑪蒂達·茜西莉塔·喬伊納於1868年或1869年1月5日出生於美國維吉尼亞州樸茨茅斯巴特街（Bart Street）上的一棟房子裡，她的父親耶利米·瑪拉基·喬伊納（Jeremiah Malachi Joyner）是一位非裔美國衛理公會牧師，母親是海莉耶塔·比爾（Henrietta Beale），她在教堂合唱團唱歌，也兼職洗衣婦。她的父親曾經是奴隸，但後來受過教育並識字。瑪蒂達是三個孩子中的長女，但她的兄弟姐妹在幼年時就去世了。家人和朋友暱稱她為Sissy或Tilly，她從小就在家裡開始唱歌。當她6歲時，她的家人搬到了羅德島州的普洛威頓斯，她開始在父親的龐德街浸信會（Pond Street Baptist Church）唱歌。她先後就讀於米廷街學校和泰勒學校（Thayer Schools）。
1883年，喬伊納開始在普洛威頓斯音樂學院正式學習音樂。她的導師是艾達·巴羅內斯·拉孔布（Ada Baroness Lacombe）。在1880年代末期，瓊斯被波士頓的新英格蘭音樂學院錄取，師從卑爾根明星公司（Bergen Star Company）的弗洛拉·巴森。此外，她也曾在波士頓音樂學院進修。

## 音樂生涯

### 首次亮相及具突破性的音樂會
1885年10月29日，瓊斯在普羅維登斯進行了一場獨唱表演，作為約翰·A·阿諾劇團上演莎士比亞《理查三世》的開場。1887年，她在波士頓音樂廳演出，吸引了5,000名觀眾。瓊斯於1888年4月5日在紐約市的史坦威音樂廳首次登台。在紐約的沃拉克劇院表演期間，瓊斯引起了阿德琳娜·帕蒂的經紀人注意；經紀人建議她與菲斯克歡樂合唱團一起前往西印度群島巡演。瓊斯在1888年和1892年成功在加勒比地區巡演。大約在這段時間，《紐約大剪刀》劇院雜誌的一位評論家稱她為「黑帕蒂」，這個稱號是致敬阿德琳娜·帕蒂，但瓊斯不喜歡這個稱號，她更喜歡被稱為瓊斯夫人（Madame Jones）。她後來告訴一位記者，這個稱號「讓我有點煩惱......，我擔心人們會認為我自認為與帕蒂本人相等。我向你保證，我並不這樣認為，但我有一副好嗓子，我正在努力用誠實的才華和辛勤的工作來贏得公眾的青睞。」

## 深入閱讀
- Abbott, Lynn; Doug Seroff. . Jackson, Miss.: University Press of Mississippi. 2002. ISBN 1-57806-499-6.
- Donnelley Lee, Maureen. . University of South Carolina Press. 2012. ISBN 978-1-61117-072-6.
- Nettles, Darryl Glenn. . Jefferson, N.C.: McFarland & Co. 2003. ISBN 0-7864-1467-7.
- Story, Rosalyn M. . New York: Warner Books. 1990. ISBN 0-446-71016-4.
- . Belknap Press of Harvard University Press. 1971. ISBN 9781849722711.
- Wright, Josephine, and Eileen Southern. Sissieretta Jones (1868-1933). Black perspective in music 4.2 (1976): 191–201. Web.
- Andre, Naomi. (2018). Black Opera: History, Power, Engagement. Champaign: University of Illinois Press.
- Pottinger, Mark A. (2022). Singing Like Germans: Black Musicians in the Land of Bach, Beethoven, and Brahms , by Kira Thurman. Journal of the American Musicological Society. Richmond: University of California Press Books Division.

## 外部連結
- History's Unsung Opera Star （页面存档备份，存于）, National Public Radio，2007年6月11日
- Sissieretta Jones was a Trailblazing Black Opera Singer （页面存档备份，存于）, PBS American Masters, 2020